# Lantaarntje
Het lantaarntje (Ischnura elegans) is een 30 à 34 mm grote juffer die in vrijwel heel Europa algemeen voorkomt. In Nederland en België komt de soort zeer algemeen voor. Het lantaarntje voelt zich thuis in zoetwater en komt vaak bij vijvers, maar ook in brakwater wordt hij soms waargenomen. De larve kan vrij goed tegen watervervuiling wat hem minder kieskeurig maakt dan die van andere soorten. Het vliegseizoen loopt van mei tot september met toppen eind mei en begin augustus. De wetenschappelijke naam van de soort werd in 1820 als Agrion elegans gepubliceerd door Pièrre Léonard Vander Linden.
De soort staat op de Rode Lijst van de IUCN als niet bedreigd, beoordelingsjaar 2018; de trend van de populatie is volgens de IUCN stabiel.

## Uiterlijk
De facetogen staan aan de buitenzijde van de kop en raken elkaar niet niet bovenop de kop. De voelsprieten zijn klein.
Het achterlijf is geheel zwart, op één blauw segment (het achtste) na, waarvan de naam lantaarntje is afgeleid. Het achterlijf van de mannetjes is donker. De kleuring bij de vrouwtjes is variabel; men onderscheidt vijf vormen, waarvan twee tijdelijk zijn en later overgaan in een van de andere drie:
- typica – borststuk (groen-)blauw, achterlijfssegment 8 blauw, duidelijke schoudernaadstreep.
- infuscans – borststuk groen of (gelig-)lichtbruin, achterlijfssegment 8 (donker)bruin, duidelijke schoudernaadstreep.
- infuscans-obsoleta – borststuk bruingeel, grijsgeel tot oranjegeel, achterlijfssegment 8 (donker)bruin, geen of erg smalle schoudernaadstreep. In deze vorm kan het dier makkelijk verward worden met de tengere grasjuffer (Ischnura pumilio).
- rufescens – borststuk oranje/roze, achterlijfssegment 8 blauw, geen of erg smalle schoudernaadstreep. Deze vorm verkleurt na circa één week tot de vorm infuscans-obsoleta.
- violacea – borststuk violet, achterlijfssegment 8 blauw, duidelijke schoudernaadstreep. Deze vorm verkleurt na enige tijd tot de vorm infuscans of typica.

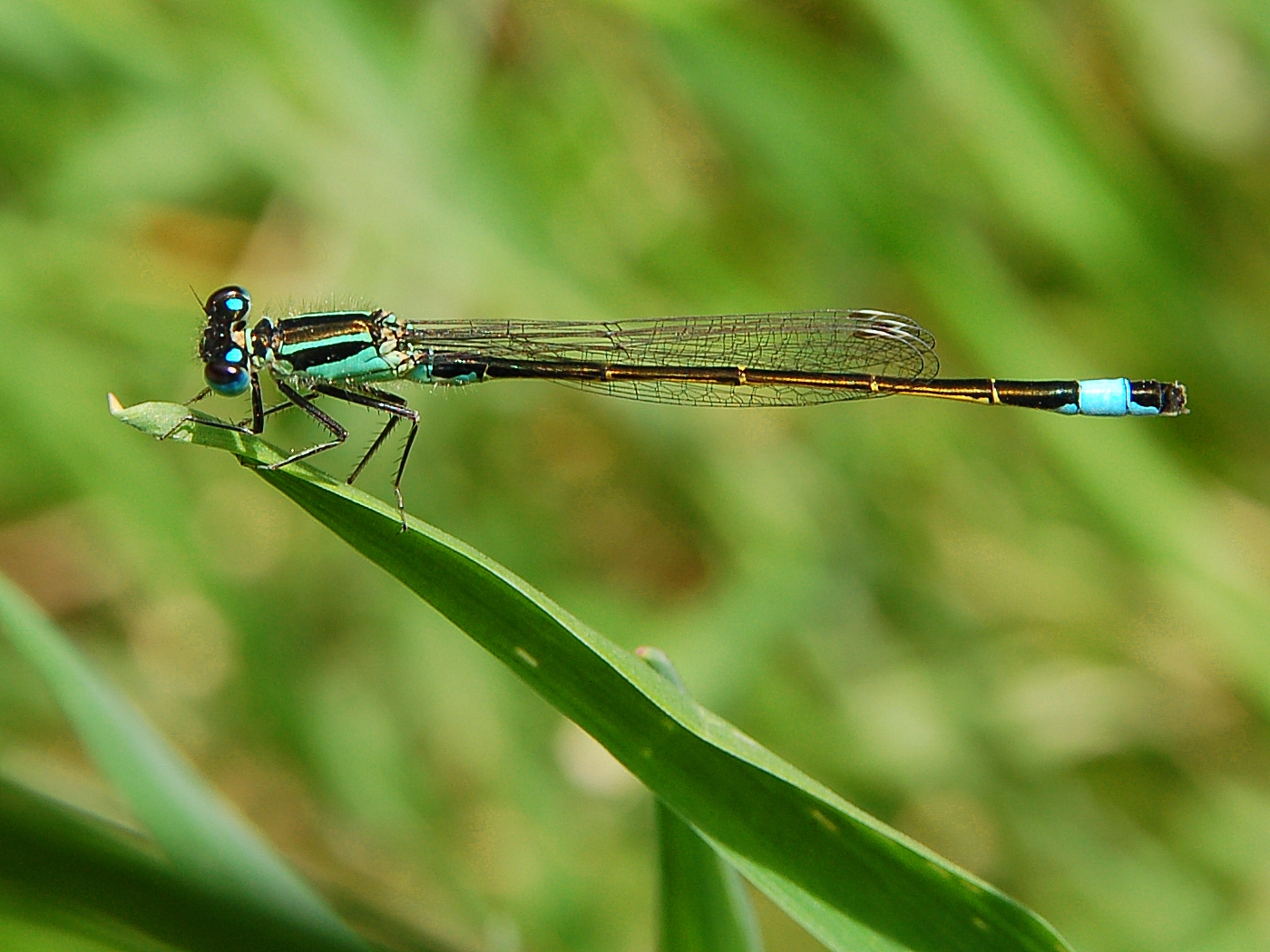
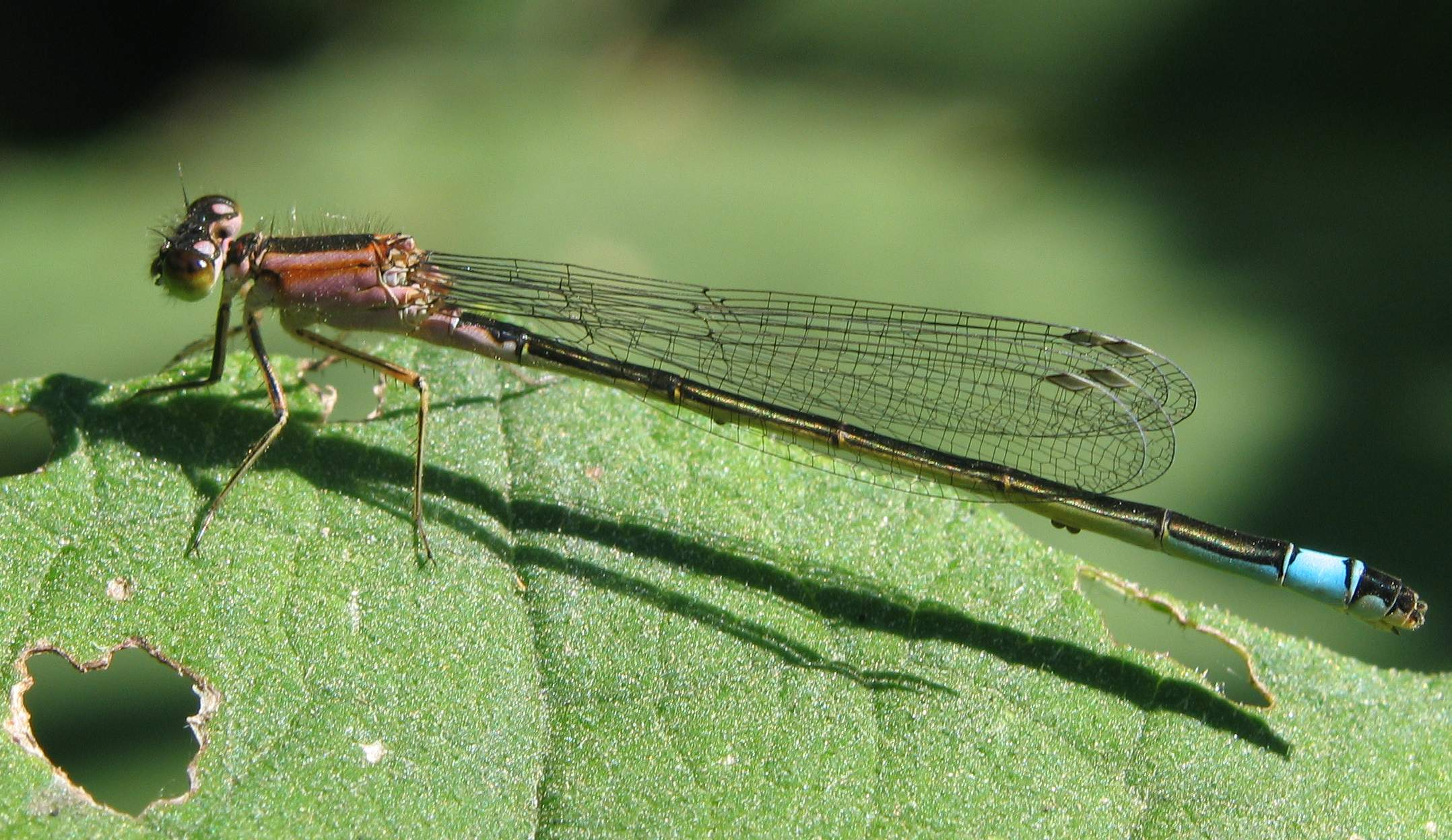
vrouwtje
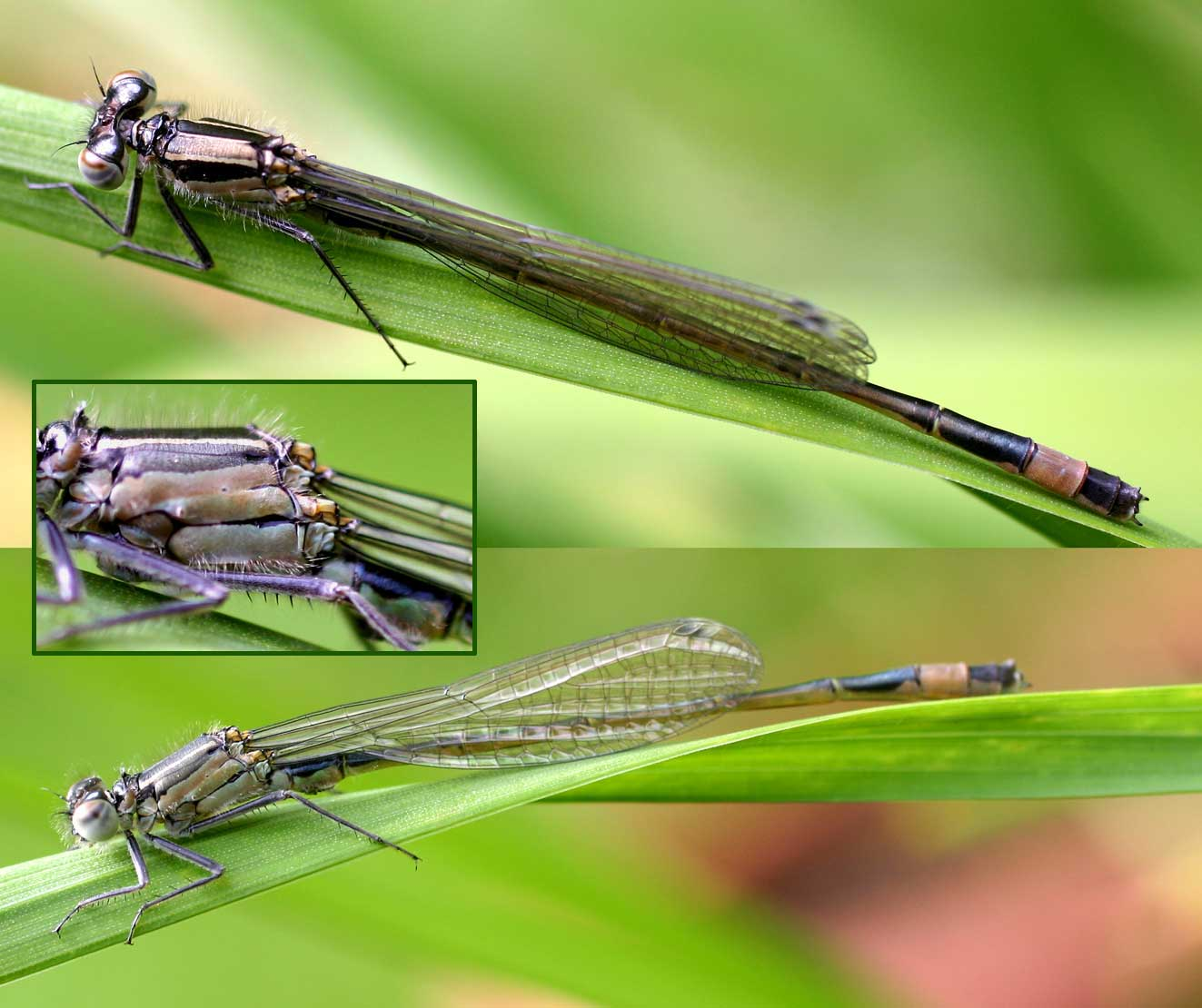
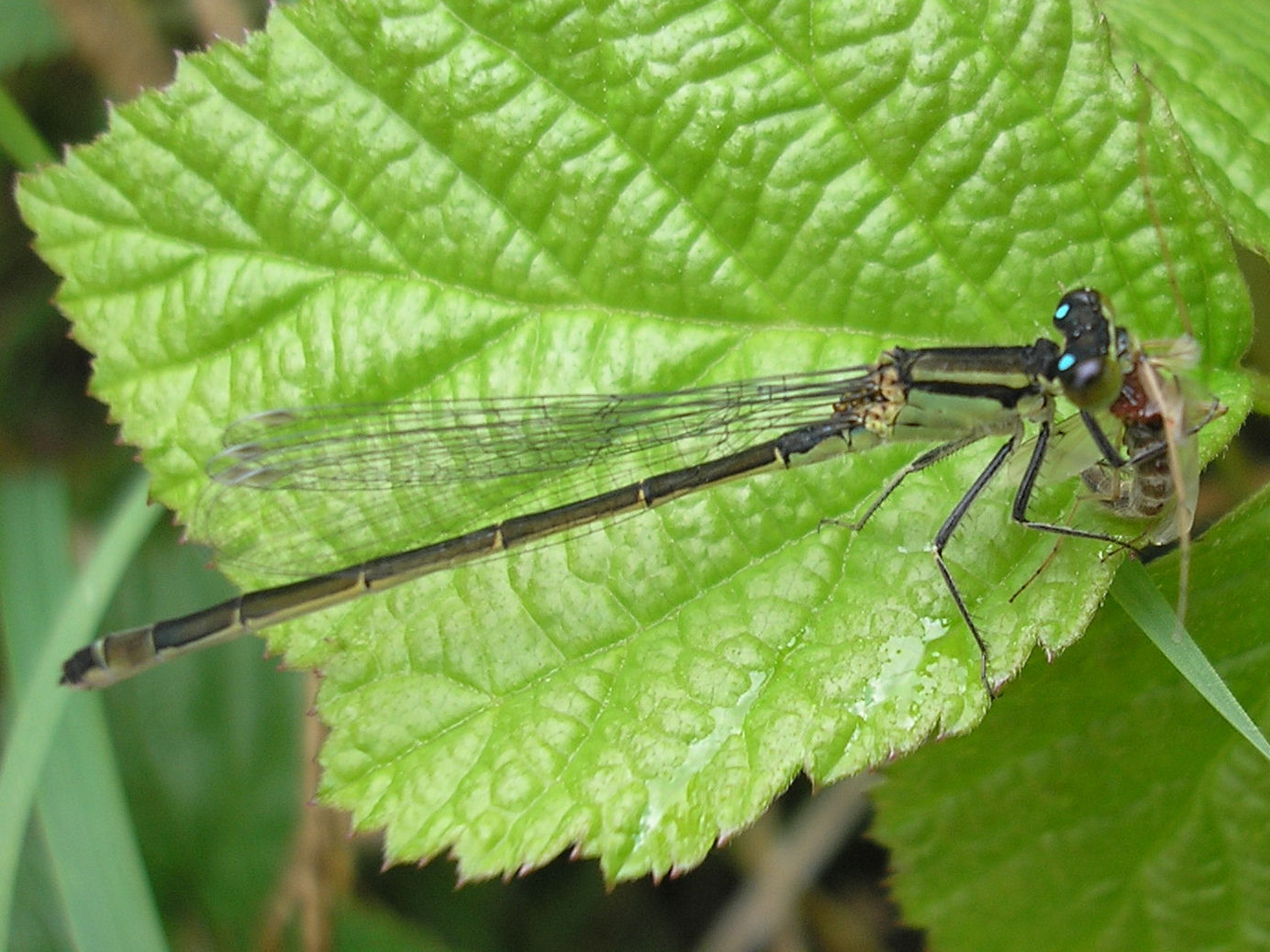
f. infuscans
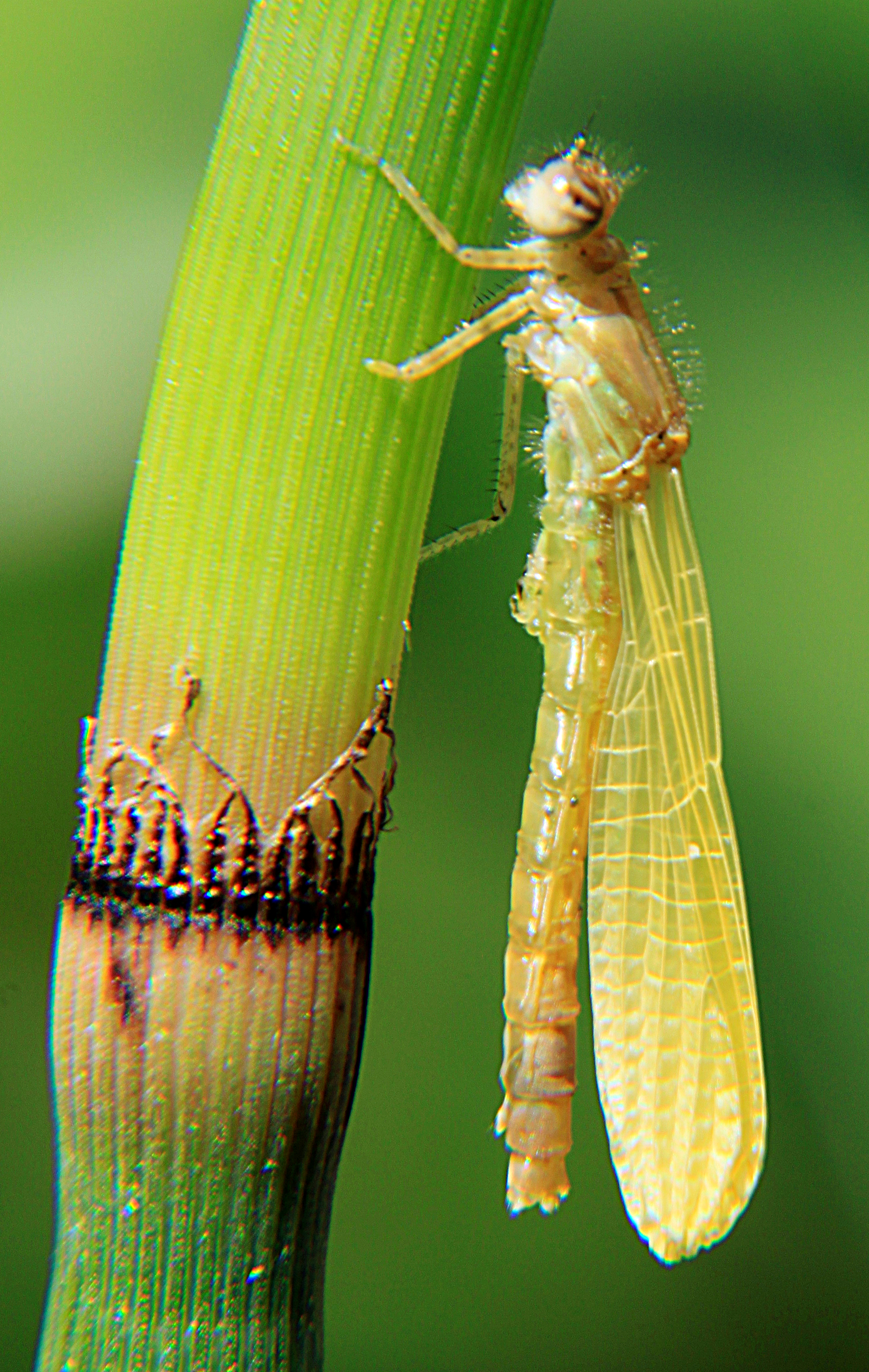
zojuist uitgeslopen

## Voortplanting

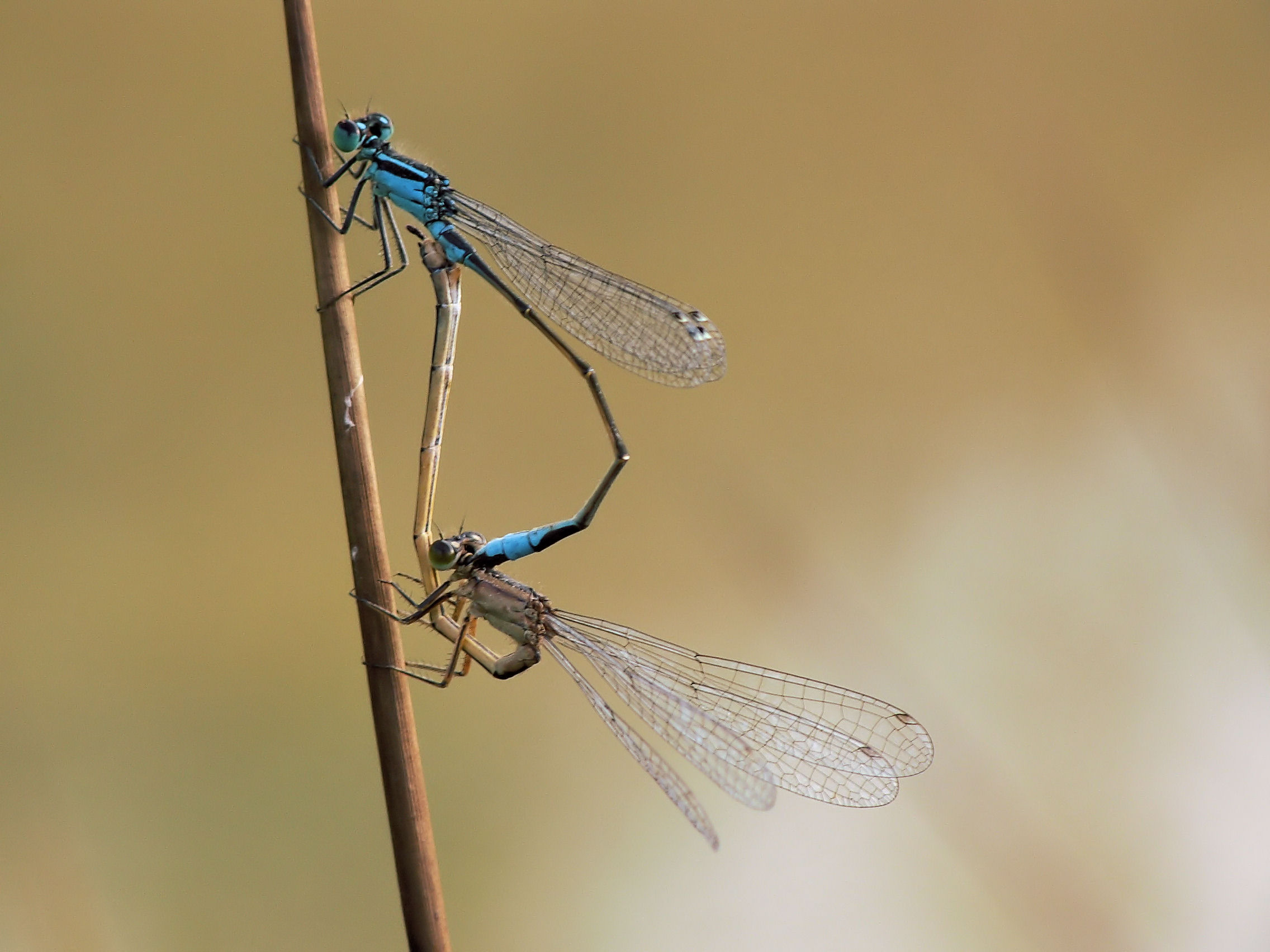
Paringswiel

De paring kan uren duren. De mannetjes zijn, zoals bij alle libellen het geval is, in staat het sperma van eventuele voorgaande concurrenten te verwijderen. Het vrouwtje zet de eitjes na de paring af in waterplanten en begeeft zich daarbij soms helemaal onder water. Ze wordt bij deze activiteit niet door het mannetje begeleid, zoals wel gebeurt bij de azuurwaterjuffer (Coenagrion puella).

## Levensloop

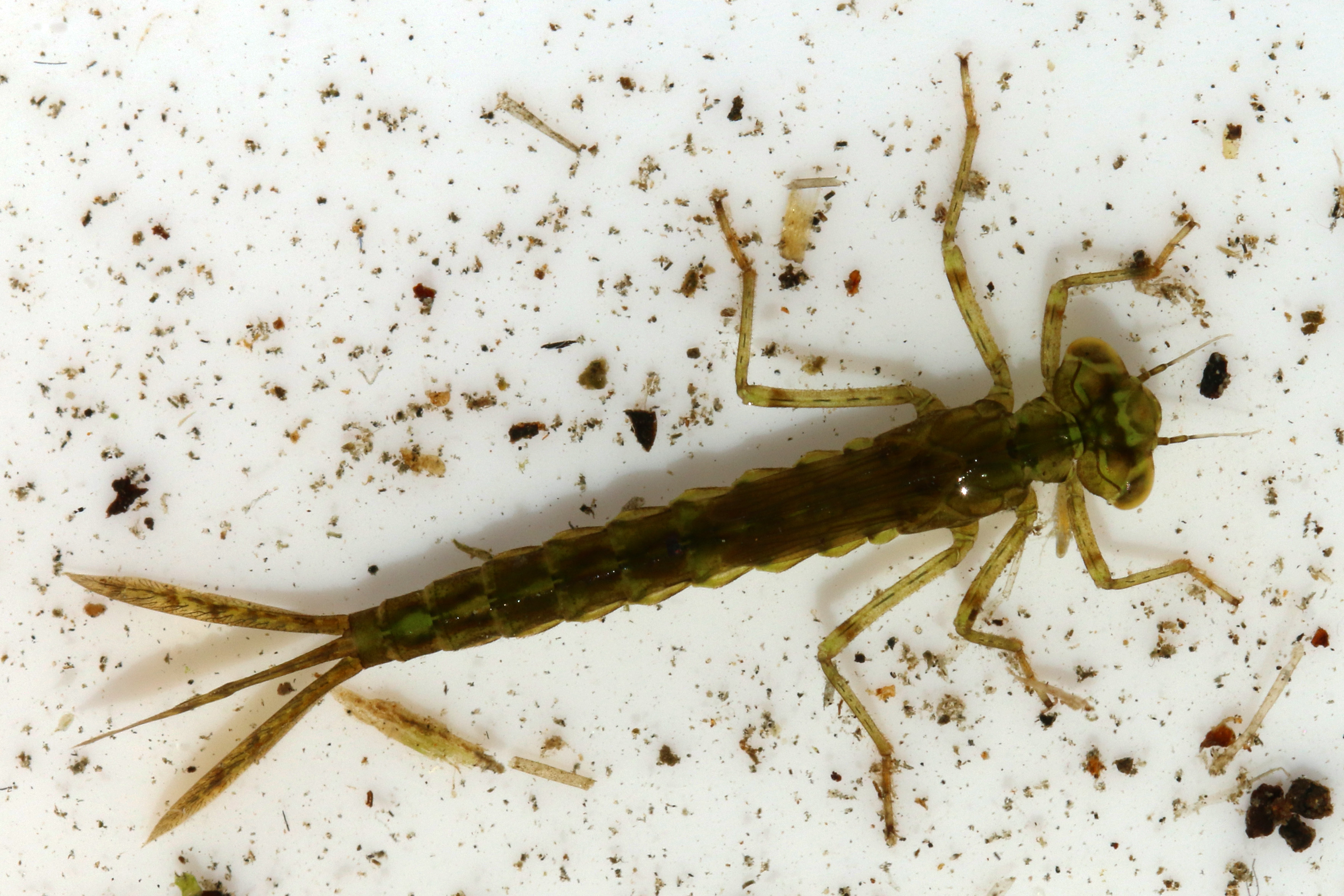
Nymf

De larven komen snel na het afzetten uit. Ze voeden zich met andere larven, onder andere van juffers en vliegen. De ontwikkeling tot imago duurt meestal één jaar, maar onder gunstige weersomstandigheden kan dit ook in drie maanden gebeuren. In dat laatste geval is er een tweede vliegpiek. De imago heeft maar kort de tijd om een volgende generatie te produceren: de mannetjes leven gemiddeld vijf dagen en de vrouwtjes elf.

## Habitat
De larven leven tussen waterplanten, maar ook op de bodem tussen dood plantenmateriaal of modder, in vrijwel alle zoete watertypen, soms ook in brak water. Heeft van alle Nederlandse soorten de minst uitgesproken habitatvoorkeur. Vooral algemeen in voedselrijk, helder water met gevarieerde oevervegetatie. Duidelijk minder algemeen in zure wateren.

## Verspreiding
De soort komt in vrijwel heel Europa algemeen voor, behalve op het Iberisch Schiereiland, de eilanden in de Middellandse Zee en het noorden van Scandinavië.

## Synoniemen
- Agrion elegans Vander Linden, 1820
  - Ischnura elegans (Vander Linden, 1820)
- Agrion pupilla Hansemann, 1823
- Agrion tuberculatum Charpentier, 1825
- Agrion ezonatum Stephens, 1835
- Agrion rufescens Stephens, 1835
- Agrion aglae Fonscolombe, 1838
- Agrion rubens Evans, 1845
- Agrion excelsa Rostok, 1885
- Agrion magna Rostok, 1885
- Ischnura lamellata Kolbe, 1885